# Автокритика
Автокри́тика — самокритика, соображения писателя о своем произведении или о себе самом как авторе. Встречается в письмах, автобиографиях, предисловиях и послесловиях, а также в виде целых произведений. Значение автокритики для изучения литературы заключается в том, что она помогает раскрыть авторский замысел, так называемую «творческую историю» произведения, уяснить воззрения автора на задачи искусства, психологию творческого процесса и прочее. Многое из автокритики писателя в течение времени становится прочным достоянием критики. Однако ни истолкование автором своих художественных произведений, ни собственная оценка их достоинств и недостатков не могут быть приняты без соответственной проверки на анализе самих произведений. В силу тех или иных, чисто субъективных причин поэт-художник иногда хуже других может понять истинный смысл и значение своих произведений.
В качестве образцов автокритики можно привести: И. А. Гончаров, «Лучше поздно, чем никогда»; И. С. Тургенев, «По поводу „Отцов и детей“»; Л. Н. Толстой, «Несколько слов по поводу книги „Война и мир“»; Н. В. Гоголь, Четыре письма к разным лицам по поводу «Мертвых душ» и известные соображения, высказанные им в художественной форме по поводу «Ревизора» («Театральный разъезд после представления новой комедии „Развязка Ревизора“»).